# Deutsche Jahrestagung für Akustik
Die DAGA (ursprünglich: Tagung der Deutschen Arbeitsgemeinschaft für Akustik) ist eine jährliche Fachtagung für aktuelle Entwicklungen in der Akustik. Die Jahrestagung findet in der Regel im März statt und wird von der Deutschen Gesellschaft für Akustik (DEGA) in Zusammenarbeit mit der Deutschen Physikalischen Gesellschaft (DPG), der Informationstechnischen Gesellschaft (ITG) im VDE und dem NALS im DIN und im VDI ausgerichtet.
Die ersten Tagungen fanden 1970 und 1972 statt und hießen offiziell noch „Gemeinschaftstagung Akustik und Schwingungstechnik“. Sie wurden organisiert von der Deutschen Arbeitsgemeinschaft für Akustik (DAGA), einem Zusammenschluss aus der DPG, der NTG im VDE sowie dem VDI. Seit 1973 wird die Veranstaltung offiziell als „Tagung der Deutschen Arbeitsgemeinschaft für Akustik“ (DAGA-Tagung) bezeichnet. Dieser Name wird bis heute beibehalten, obwohl die Arbeitsgemeinschaft mit der Tagung von 1990 in der DEGA aufgegangen ist. Der Tagungsband wird seit 1973 unter dem Titel „Fortschritte der Akustik“ veröffentlicht.
Die Themengebiete umfassen u. a.:
- Technische Akustik
- Elektroakustik
- Kraftfahrzeugakustik
- Bau- und Raumakustik
- Audiologie
- Lärm und Lärmbekämpfung
- Medizinische Akustik
- Schalldämmung und -dämpfung
- Akustische Messtechnik
- Audiotechnik
- Sprachverarbeitung
- Psychoakustik
- Musikalische Akustik
- Ultraschall
- Strömungsakustik
- Virtuelle Akustik[1]

## Tagungsorte
- 52. DAGA 2026 in Dresden im Internationalen Congress Center, 21.–26. März[2]
- 51. DAGA 2025 in Kopenhagen im Bella Center, 17.–20. März (gemeinsam mit der Dansk Akustisk Selskab – DAS)[3]
- 50. DAGA 2024 in Hannover im Hannover Congress Centrum, 18.–21. März[4]
- 49. DAGA 2023 in Hamburg im Congress Center Hamburg, 6.–9. März 2023[5]
- 48. DAGA 2022 in Stuttgart an der Universität Stuttgart, 21.–24. März 2022[6]
- 47. DAGA 2021 in Wien in der Messe Wien (hybride Tagung), 15.–18. August 2021[7]
- Die 46. DAGA 2020 in Hannover, geplant für 16.–19. März 2020 im Hannover Congress Center, wurde am 9. März 2020 im Zuge der COVID-19-Pandemie in Deutschland abgesagt.[8] (Leibniz-Universität Hannover)[9]
- 45. DAGA 2019 in Rostock in der Stadthalle Rostock, 18.–21. März 2019 (Universität Rostock)[10]
- 44. DAGA 2018 an der TU München[11]
- 43. DAGA 2017 an der Christian-Albrechts-Universität zu Kiel[12]
- 42. DAGA 2016 in Aachen im Eurogress, 14.–17. März 2016 (RWTH Aachen)[13]
- 41. DAGA 2015 im Nürnberg Congress Center, 16.–19. März 2015 (Friedrich-Alexander-Universität Erlangen-Nürnberg)
- 40. DAGA 2014 an der Carl von Ossietzky Universität Oldenburg (parallel zur 17. Jahrestagung der Deutschen Gesellschaft für Audiologie DGA)
- 39. DAGA 2013 in Meran (gemeinsam mit der Associazione Italiana di Acustica AIA)
- 38. DAGA 2012 an der Technischen Universität Darmstadt zusammen mit dem Fraunhofer-Institut für Betriebsfestigkeit und Systemzuverlässigkeit
- 37. DAGA 2011 an der Heinrich-Heine-Universität Düsseldorf[14]
- 36. DAGA 2010 an der Beuth Hochschule für Technik Berlin und der Technischen Universität Berlin[15]
- 35. DAGA 2009 in Rotterdam (gemeinsam mit der Nederlands Akoestisch Genootschap NAG)[16]
- 34. DAGA 2008 an der Technischen Universität Dresden[17]
- 33. DAGA 2007 an der Universität Stuttgart zusammen mit dem Fraunhofer-Institut für Bauphysik[18]
- 32. DAGA 2006 an der Technischen Universität Braunschweig zusammen mit der Physikalisch-Technischen Bundesanstalt[19]
- 31. DAGA 2005 an der Technischen Universität München[20]
- 30. DAGA 2004 im Centre de Congrès de Strasbourg (gleichzeitig 7. Congrès Français d’Acoustique CFA)[21]
- 29. DAGA 2003 an der RWTH Aachen[22]
- 28. DAGA 2002 an der Ruhr-Universität Bochum[23]
- 27. DAGA 2001 an der Technischen Universität Hamburg-Harburg[24]
- 26. DAGA 2000 an der Carl von Ossietzky Universität Oldenburg[25]
- 25. DAGA 1999 an der Technischen Universität Berlin (Gemeinschaftstagung mit der Acoustical Society of America und der European Acoustics Association)
- 24. DAGA 1998 an der ETH Zürich (gemeinsam mit der Schweizerischen Gesellschaft für Akustik)
- 23. DAGA 1997 an der Christian-Albrechts-Universität Kiel
- 22. DAGA 1996 an der Rheinischen Friedrich-Wilhelms-Universität Bonn
- 21. DAGA 1995 an der Universität des Saarlandes in Saarbrücken
- 20. DAGA 1994 an der Technischen Universität Dresden
- 19. DAGA 1993 an der Johann-Wolfgang-Goethe-Universität in Frankfurt am Main
- 18. DAGA 1992 an der Technischen Universität Berlin
- 17. DAGA 1991 an der Ruhr-Universität Bochum
- 16. DAGA 1990 Wien
- 15. DAGA 1989 Duisburg
- 14. DAGA 1988 Braunschweig
- 13. DAGA 1987 Aachen
- 12. DAGA 1986 Oldenburg
- 11. DAGA 1985 Stuttgart
- 10. DAGA 1984 Darmstadt
- 9. DAGA 1982 Göttingen
- 8. DAGA 1981 Berlin
- 7. DAGA 1980 München
- 6. DAGA 1978 Bochum
- 5. DAGA 1976 Heidelberg
- 4. DAGA 1975 Braunschweig
- 3. DAGA 1973 Aachen
- 2. DAGA 1972 Stuttgart
- 1. DAGA 1970 Berlin